# ماسیمو پودنزانا
ماسیمو پودنزانا (ایتالیایی: Massimo Podenzana؛ زادهٔ ۲۹ ژوئیهٔ ۱۹۶۱) دوچرخه‌سوار اهل ایتالیا است.

## باشگاهی
از باشگاه‌هایی که در آن رکاب زده‌است می‌توان به تیم دوچرخه‌سواری کاررا اشاره کرد.